# Alagebrijum
Alagebrijum (ALT-711) je potencijalni lek. On je bio prvi kandidat leka koji je klinički testiran kao sredstvo za raskidanje umrežavanja uzrokovanog krajnjim proizvodima uznapredovale glikacije, čime se poništava jedan od glavnih mehanizama starenja. Alagebrium je dizajniran da na taj način preokreće očvršćavanje zidova krvnih sudova, što doprinosi hipertenziji i kardiovaskularnim bolestima, kao i mnogim drugim formama degradacije vezanim za umrežavanje proteina. Pokazano je da je alagebrijum efektivan u redukovanju sistolnog krvnog pritiska i da je terapeutski koristan kod pacijenata sa dijastolnim zatajenjem srca.